# 潘瓦馬爾卡火山
0°4′S 78°12′W / 0.067°S 78.200°W
潘瓦馬爾卡火山（Pambamarca），是厄瓜多爾的火山，位於該國中部皮欽查省，處於基多東北面40公里，屬於安第斯山脈的一部分，海拔高度4,100米，全年被冰雪覆蓋。